# مارتین کوهن
مارتین کوهن (به انگلیسی: Martin Cohen) (متولد ۱۹۶۴) نویسنده و تحلیگر بریتانیایی مباحث فلسفی به ویژه فلسفه علم و فلسفه سیاسی است. وی تحصیلات خود را در رشته فلسفه و علوم اجتماعی در دانشگاه ساسکس تحصیل کرده و مدرک دکترای خود را در فلسفه آموزش از دانشگاه اکستر اخذ کرده‌است. وی پس از مدتی کارهای تحقیقاتی در دانشگاه‌های انگلستان و استرالیا به فرانسه رفته و بر روی نویسندگی متمرکز شد. اولین اثر او با عنوان «۱۰۱ مسئله فلسفی» به چندین زبان دنیا ترجمه شد. وی در آثار خود مسایل اجتماعی و روان‌شناختی را در تئوری فلسفی دخالت می‌دهد و از به‌کارگیری اصطلاحات تخصصی پرهیز کرده و حتی آن‌ها را به تمسخر می‌گیرد. کوهن به جای آن سناریوهایی عینی و ساده را برای توضیح مباحث فلسفی به تصویر می‌کشد.

## آثار
- ۱۰۱ مسئله فلسفی (ترجمه به فارسی از امیر غلامی)
- ۱۰۱ دوراهی اخلاقی
- سوسک ویتگنشتاین و دیگر آزمایش‌های فکری کلاسیک
- فلسفه سیاسی از افلاطون تا مائو
- آدام اسمیت: ثروت ملل
- بنیادهای فلسفه و اخلاق
- حکایت‌های فلسفی
- بازی‌های ذهنی: ۳۱ روز برای کشف دوباره ذهنتان
- فلسفه برای خنگ‌ها از مجموعه خنگ‌آموز (ترجمه به فارسی از مهدی شفقتی)